# Буднянский
Буднянский — село в Спас-Деменском районе Калужской области России. Административный центр сельского поселения «Село Буднянский». 

## Физико-географическая характеристика
Село расположено на трассе А130 Москва — Рославль.
   
Располагается в 18 км от Спас-Деменска и 180 км от Калуги.
Часовой пояс
Село Буднянский находится в часовой зоне МСК (московское время). Смещение применяемого времени относительно UTC составляет +3:00.

## Население
2010 год — 191 жителей.

2013 год — 170 жителей.

## Инфраструктура
Объекты образования на территории села отсутствуют. Согласно Генплану от 2015 года планировалось строительство и ремонт системы наружного освещения, усовершенствование дорожного покрытия, прокладка водопроводных и канализационных сетей, газификация села, оборудование специальных площадок для складирования отходов.

## Экономика
Крупнейшее промышленное предприятие на территории села - предприятие по переработке древесины.

## Памятники
В селе расположен объект культурного наследия - братская могила воинов Советской Армии погибших в окрестностях села в годы Великой Отечественной войны.